# Temple de la renommée du baseball canadien

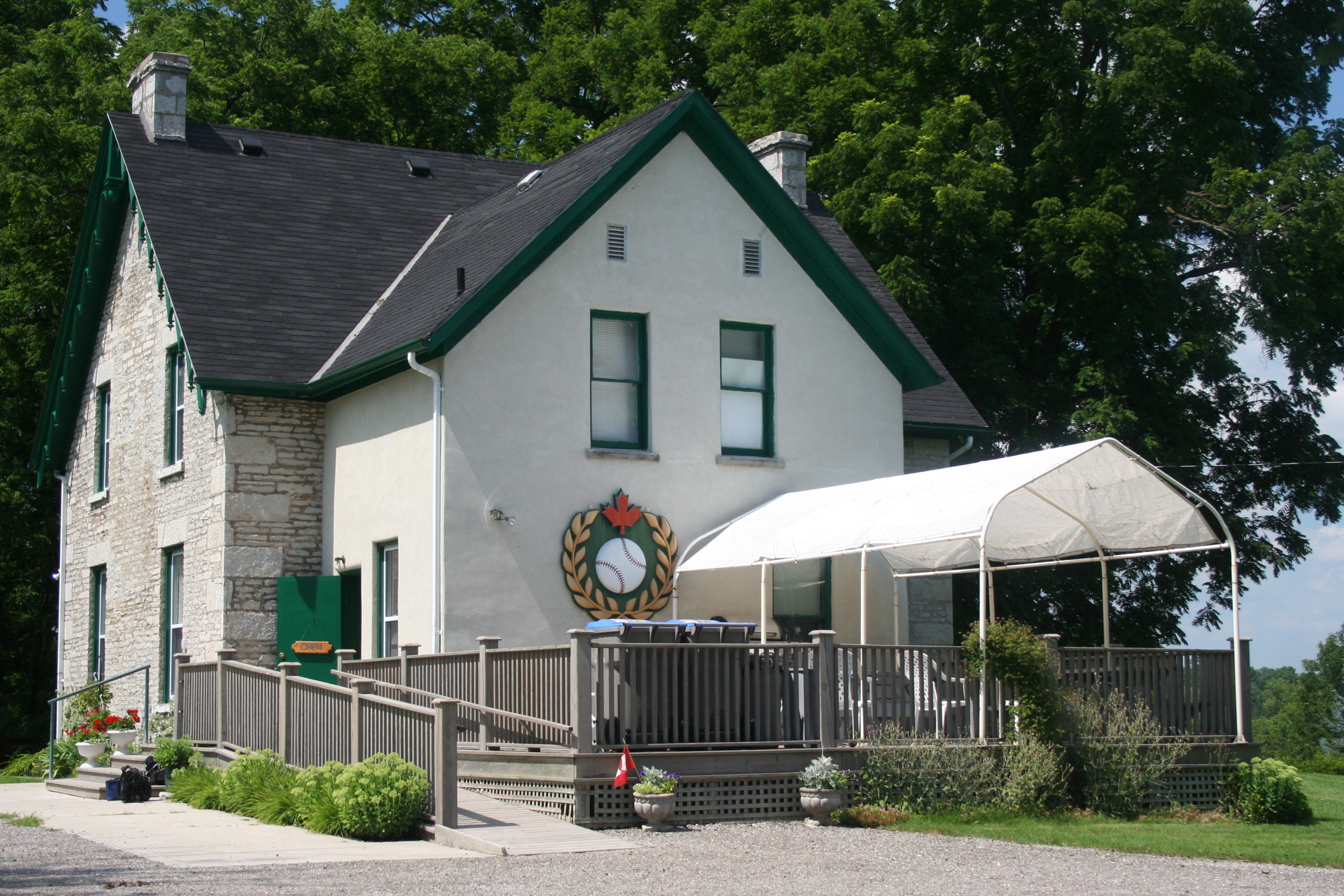
Canadian Baseball Hall of Fame.

Le Temple de la renommée du baseball canadien, ou Canadian Baseball Hall of Fame and Museum, est un musée du sport situé à St. Mary's, Ontario, Canada. Il a ouvert ses portes en 1983 et est, comme son nom l'indique, consacré au baseball.

## Membres
Liste des personnalités élues au Temple en date de 2021.

### Individus
| - Allan Roth - Allan Simpson - Andre Dawson - Andy Bilesky - Arthur Irwin - Bernie Soulliere - Bill Phillips - Bill Slack - Billy Harris - Bob Addy - Bob Brown - Bob Elliott - Bob Emslie - Bob Prentice - Bobby Mattick - Calvin Griffith - Carlos Delgado - Carmen Bush - Charles Bronfman - Charles "Pop" Smith - Charlie Culver - Cito Gaston - Claude Raymond - Corey Koskie - Dave McKay |  | - Dave Shury - Dave Stieb - Dave Van Horne - Dennis Martínez - Dick Fowler - Doc Younker - Don McDougall - Doug Hudlin - Doug Melvin - Duane Ward - Ernie Quigley - Ernie Whitt - Felipe Alou - Ferguson Jenkins - Frank Colman - Frank O'Rourke - Frank Shaughnessy - Fred Thomas - Gary Carter - George Bell - George Gibson - George Lee - George Selkirk - George Sleeman - George Wood - Gladwyn Scott |  | - Goody Rosen - Harry Simmons - Hector Racine - Helen Candaelle St.Aubin - Howard Starkman - Jacques Doucet - Jack Graney - Jack Kent Cooke - Jackie Robinson - James F. Cairns - James "Tip" O'Neill - Jason Bay - Jeff Heath - Jean-Pierre Roy - Jim Fanning - Jim McKean - Jim Ridley - Jimmy Archer - Jimmy Claxton - Jimmy Rattlesnake - Jimmy Williams - Joe Carter - Joe Page - John Ducey - John Haar - John Hiller - John McHale - John McLean - Joseph Lannin - Justin Jay Clarke - Justin Morneau - Kirk McCaskill - Larry Walker |  | - Lester B. Pearson - LLoyd Moseby - Manny McIntyre - Matt Stairs - Murray Cook - Nat Bailey - Oscar Judd - Pat Gillick - Paul Beeston - Paul Quantrill - Pedro Martínez - Pete Ward - Peter Hardy - Peter Widdrington - Phil Marchildon - Ray Carter - Reggie Cleveland - Reno Bertoia - Rhéal Cormier - Richard Belec - Rob Ducey - Rob Thomson - Roberto Alomar - Rocky Nelson - Roland Gladu - Ron Hayter - Ron Piché - Ron Roncetti |  | - Ron Stead - Ron Taylor - Ronald Cullen - Roy Yamamura - Roy Halladay - Roy Miller - Russ Ford - Rusty Staub - Ryan Dempster - Sherry Robertson - Sparky Anderson - Steve Rogers - Ted Bowsfield - Terry Puhl - Tim Raines - Tim Wallach - Tom Burgess - Tom Cheek - Tom Henke - Tommy Lasorda - Tony Fernandez - Tony Kubek - Vladimir Guerrero - Vern Handrahan - Wayne Norton - William "Hipple" Galloway - William Humber - William Shuttleworth |

### Équipes ou regroupements d'individus
- Les joueuses canadiennes de l’All-American Girls Professional Baseball League.
- L'équipe Canada junior de 1991.
- Asahi de Vancouver, un club de joueurs d'origine japonaise établi à Vancouver.
- L'équipe du Canada gagnante de la médaille d'or en baseball aux Jeux panaméricains de 2011.
- L'équipe du Canada gagnante de la médaille d'or en baseball aux Jeux panaméricains de 2015.

### Autres
- La première partie de baseball documentée en Amérique du Nord (4 juin 1838 à Beachville, Ontario)[2].